# 17-Meter-Band
Als 17-Meter-Band bezeichnet man den Frequenzbereich von 18,068 MHz bis 18,168 MHz. Er liegt im Kurzwellenspektrum und ist ein WARC-Band. Der Name leitet sich von der ungefähren Wellenlänge dieses Frequenzbereiches ab.

## Ausbreitungsbedingungen
Die Ausbreitungen dieses DX-Bandes sind ähnlich dem 15-Meter-Band. Im Sonnenfleckenmaximum sind fast durchgehend DX-Verbindungen möglich. Bei geringer Sonnenfleckenanzahl sind nur vereinzelt tagsüber Verbindungen möglich. Störungen durch die Atmosphäre sind eher selten.

## 17-Meter-Amateurband

### Bandplan
Der Amateurfunk-Bandplan sieht wie folgt aus:
| Frequenzbereich   | max. Bandbreite | Nutzung                                                               |
| ----------------- | --------------- | --------------------------------------------------------------------- |
| 18,068–18,095 MHz | 200 Hz          | CW, QRP-Aktivitätszentrum 18,086 MHz                                  |
| 18,095–18,105 MHz | 500 Hz          | Schmalband, Digimode, FT8 18,1 MHz                                    |
| 18,105–18,109 MHz | 500 Hz          | Schmalband, Digimode, automatisch arbeitende Stationen                |
| 18,109–18,111 MHz | –               | internationales Bakenprojekt, kein Sendebetrieb                       |
| 18,111–18,120 MHz | 2700 Hz         | alle Betriebsarten, Digimode, automatisch arbeitende Stationen        |
| 18,120–18,168 MHz | 2700 Hz         | alle Betriebsarten, Aktivitätszentrum „Weltweiter Notfunk“ 18,160 MHz |